# ジョン・ダルリンプル (第7代ステア伯爵)
第7代ステア伯爵ジョン・ウィリアム・ヘンリー・ダルリンプル（英語: John William Henry Dalrymple, 7th Earl of Stair、1784年11月16日 – 1840年3月20日）は、スコットランド貴族。1804年の事実婚の効力が争われた裁判（1811年に有効とする判決が確定）で知られる。

## 生涯
ウィリアム・ダルリンプル（1735年 – 1807年2月16日、ジョージ・ダルリンプルの息子）と妻マリアン・ドロシー（Marianne Dorothy、旧姓ハーランド（Harland）、1759年 – 1785年10月28日、初代準男爵サー・ロバート・ハーランドの娘）の息子として、1784年11月16日に生まれた。イートン・カレッジで教育を受けた後、イギリス陸軍に入隊、1803年3月末/4月初にコルネット（騎兵少尉）として竜騎衛兵隊第5連隊に配属された。同年7月21日ごろに父の命令によりイングランドに戻った。1805年秋にマルタに行き、1806年秋に一時帰国したほかは1808年5月まで海外に滞在した。
1821年6月1日に伯父ジョンの息子にあたる第6代ステア伯爵ジョン・ダルリンプルが死去すると、ステア伯爵位を継承した。
晩年は言葉を話せなくなってほぼ寝たきりの状態になり、1840年3月20日にパリのクリシー通りで死去した。遠戚にあたるジョン・ハミルトン・ダルリンプル（初代ステア子爵ジェームズ・ダルリンプルの次男ジェームズの子孫）が爵位を継承した。

## 家族
1804年5月28日、ジョハンナ・ゴードン（Johanna Gordon、1783年以前? – 1847年2月16日 エディンバラ、チャールズ・ゴードンの娘）と結婚した。ダルリンプルは1804年4月にエディンバラ駐留になったばかりであり、2人は知り合ってから1、2か月で結婚した。ダルリンプルはこの結婚が家族に反対されると考え、正規の手続きをせずに結婚した上（事実婚）、ジョハンナにもこの結婚を秘密にするよう厳命した。結婚後も父に同伴してタウンハウスに戻ることを拒否して、夜にジョハンナと密会するなど付き合いを続けたが、やがて父に警戒されて、7月21日ごろにイングランド行きを命じられた。以降2人は文通を交わし、1805年にダルリンプルがマルタに行った後も続けたが、ダルリンプルの手紙をジョハンナに渡す役割を果たしていたホーキンス氏（Mr. Hawkins）は1806年末から1807年初に自らジョハンナに手紙を書き、これ以上ダルリンプルに手紙を書かないよう求めた。
1807年春にダルリンプルの父が死去した後、ジョハンナはダルリンプルとの結婚の効力を主張するようになった。しかし、ダルリンプルはジョハンナとの結婚を無効だと考えて、1808年6月2日/3日にローラ・マナーズ（Laura Manners、1780年 – 1834年7月11日、ジョン・マナーズと第7代ダイザート女伯爵ルイーザ・トルマッシュの娘）と結婚した。この報せを受けたジョハンナは裁判を起こし、ダルリンプルとの結婚の効力を主張した。その後、1809年に有効とする判決が下され、1811年7月16日に判決が確定した。ローラはペットの犬やオウムを連れてハムワース・パーク（Hamworth Park）に隠退して余生を過ごし、1834年7月11日に死去した。一方、裁判に勝ったジョハンナだったが、結局1820年6月にダルリンプルと離婚、1847年2月16日にエディンバラで死去した。
ダルリンプルの判例は19世紀を通して、ほかの裁判で度々引用された。